# Mary Pierce
Mary Caroline Pierce (Montreal, Quebec, 15 de gener de 1975) és una tennista francesa professional retirada. Gràcies a la seva figura estilitzada i gran estatura, en algunes ocasions va fer de model.
Va guanyar quatre títols de Grand Slam: dos individuals, un en dobles femenins i un de dobles mixts, d'un total de sis finals assolides. L'Open d'Austràlia 1995 i el Roland Garros 2000 individuals, en el Roland Garros va fer el dobles aconseguint també el títol en dobles femenins, i va conquerir Wimbledon 2005 en dobles mixts. També va acumular divuit títols individuals i deu en dobles femenins en el seu palmarès. Va arribar a ocupar el tercer lloc del rànquing tant individualment com en dobles femenins. Va formar part de l'equip francès de Copa Federació que es va imposar en les edicions de 1997 i 2003.

## Biografia
Pierce va néixer a Montreal mentre la seva mare francesa i el seu pare estatunidenc estaven de viatge per la ciutat; per això, malgrat néixer al Canadà, mai no va residir en aquest país llargs períodes. Va ser criada als Estats Units, i viu a Bradenton, Florida; per això, ha estat reconeguda com a ciutadana tant dels Estats Units, del Canadà i de França. En torneigs internacionals va debutar professionalment representant els Estats Units, però posteriorment va representar sempre a França.

## Torneigs de Grand Slam

### Individual: 6 (2−4)
| Resultat   | Núm. | Any  | Torneig           | Oponent                 | Marcador |
| ---------- | ---- | ---- | ----------------- | ----------------------- | -------- |
| Finalista  | 1.   | 1994 | Roland Garros     | Arantxa Sánchez Vicario | 4−6, 4−6 |
| Guanyadora | 1.   | 1995 | Open d'Austràlia  | Arantxa Sánchez Vicario | 6−3, 6−2 |
| Finalista  | 2.   | 1997 | Open d'Austràlia  | Martina Hingis          | 2−6, 2−6 |
| Guanyadora | 2.   | 1997 | Roland Garros     | Conchita Martínez       | 6−2, 7−5 |
| Finalista  | 3.   | 2005 | Roland Garros (2) | Justine Henin           | 1−6, 1−6 |
| Finalista  | 4.   | 2005 | US Open           | Kim Clijsters           | 1−6, 3−6 |

### Dobles masculins: 2 (1−1)
| Resultat   | Núm. | Any  | Torneig          | Parella        | Oponents                            | Marcador      |
| ---------- | ---- | ---- | ---------------- | -------------- | ----------------------------------- | ------------- |
| Finalista  | 1.   | 2000 | Open d'Austràlia | Martina Hingis | Lisa Raymond Rennae Stubbs          | 4−6, 7−5, 4−6 |
| Guanyadora | 1.   | 2000 | Roland Garros    | Martina Hingis | Virginia Ruano Pascual Paola Suárez | 6−2, 6−4      |

### Dobles mixts: 1 (1−0)
| Resultat   | Núm. | Any  | Torneig   | Parella         | Oponents                       | Marcador |
| ---------- | ---- | ---- | --------- | --------------- | ------------------------------ | -------- |
| Guanyadora | 1.   | 2005 | Wimbledon | Mahesh Bhupathi | Tatiana Perebiynis Paul Hanley | 6−4, 6−2 |

## Carrera esportiva
Es va iniciar en el tennis a l'edat de 10 anys, entrenada pel seu pare Jim Pierce. Només dos anys després guanyà el títol nacional dels Estats Units per a la categoria de menors de 12 anys. El 1989 es transformà en la tennista estatunidenca més jove en debutar en el tour professional, als 14 anys i 2 mesos (aquest rècord va ser superat l'any següent per Jennifer Capriati).
El 1994, Pierce va assolir la seva primera final de Grand Slam, en el Torneig de Roland Garros, de manera notable. Va ser la primera jugadora a assolir la quarta ronda havent perdut només dos jocs en els seus partits. En arribar a la final només havia perdut 10 jocs, incloent un sòlid 6-2, 6-2 amb la qual aleshores era la número u indiscutida, Steffi Graf en semifinals. A la final perd per 6-4, 6-4 davant d'Arantxa Sánchez Vicario.
El 1995, Pierce guanya el seu primer títol de Grand Slam en derrotar la mateixa Sánchez Vicario per 6-3, 6-2 a la final de l'Obert d'Austràlia. Aquell any assoleix el seu màxim lloc en el rànquing, el número 3.
El 1997, Pierce torna a disputar la final de l'Obert d'Austràlia, però perd amb Martina Hingis per un doble 6-2. Perd a més aquell any la final del WTA Tour Championships amb Jana Novotná. Pierce va ser membre de l'equip francès que va guanyar la Fed Cup l'any 1997.
Pierce va guanyar el seu segon títol de singles de Grand Slam i el seu primer títol de dobles a Grand Slam en l'Obert de França, el 2000. A la final de singles va derrotar a Conchita Martínez per 6-2, 7-5 i va arribar a ser la primera francesa a adjudicar-se el títol des de Françoise Dürr el 1967. I jugant dobles amb Martina Hingis es va coronar en aquesta categoria (la parella havia disputat a més la final en l'Obert d'Austràlia al començament del mateix any).
Pierce va participar amb l'equip francès en la Federation Cup per segona vegada l'any 2003. El 2004, Pierce va guanyar el seu primer títol des de 2000, en el torneig de 's-Hertogenbosch, arribant d'aquesta manera als 16 títols de singles.

### Temps tempestuosos
Durant els primers anys en el circuit, Pierce s'avergonyia pel comportament grotesc del seu pare. Jim Pierce, que a més era el seu entrenador, sovint cridava a les oponents de la seva filla durant els partits. En una ocasió, estant assegut a les grades, va cridar: "Mary, mata a aquesta donota! ". En diverses ocasions es va saber dels abusos físics i verbals que va cometre contra la mateixa Mary durant els entrenaments i després de perdre partits. En el Roland Garros 1993, va ser expulsat després de colpejar un espectador, i això va suposar que l'Associació de Tennis Femení (WTA) el vetés per presenciar qualsevol torneig de l'esmentada organització durant 5 anys. L'incident va donar pas a la creació d'una nova regla en la WTA (coneguda fins avui com la "regla Jim Pierce") que prohibeix la conducta abusiva per part de jugadors, entrenadors o familiars. Mary no va continuar amb el seu pare com a entrenador des de 1993, i fins i tot va iniciar accions judicials en contra seu. Poques setmanes després, es va veure embolicat en una baralla amb un dels guardaespatlles que custodiava Mary en un hotel on s'allotjava. Després d'això, ell la va demandar, reclamant que ella li hauria promès el 25% del total dels guanys percebuts com a tennista. Ella va accedir a pagar-li 500.000 dòlars per retirar la demanda i deixar-la en pau. Posteriorment es va retirar del torneig de Wimbledon 1994 després que un diari britànic amenacés d'infiltrar el seu pare en les proximitats.
Pierce va estar compromesa amb l'exjugador de beisbol de la Lliga Major Roberto Alomar. Tanmateix, les dues estrelles no estan juntes. Després de la separació del seu pare, Pierce va ser entrenada per Nick Bollettieri, a qui coneixia per haver assistit a la seva escola de tennis a finals dels 80. Posteriorment, el seu germà David també fou el seu entrenador. Es va reconciliar parcialment amb el seu pare Jim, i ocasionalment se'ls va veure practicar junts.

### Millors anys
El 2005, Pierce va assolir la final del Roland Garros per tercera vegada, i va perdre 6-1, 6-1 davant Justine Henin-Hardenne. Més endavant va confirmar que aquesta aparició, seguida de contundents victòries sobre tenistes molt ben situades com la número 1 Lindsay Davenport, no va ser casualitat, en arribar a quarts de finals en el torneig de Wimbledon per primera vegada des de 1996. En aquesta oportunitat, Pierce va enfrontar-se a Venus Williams, i va perdre el partit després d'un emocionant tie-break en el segon set, que va durar 22 punts. Va guanyar el títol de dobles mixts en el mateix torneig, en parella amb Mahesh Bhupathi. L'agost, Pierce va guanyar el seu primer torneig individual de l'any a San Diego, en derrotar a Ai Sugiyama a la final. Després d'això, va assolir la final del US Open. Per accedir a aquesta final, va derrotar Justine Henin-Hardenne en la quarta ronda (6-3, 6-4), sent la seva primera victòria sobre aquesta jugadora. En quarts de final, Pierce va derrotar la tercera cap de sèrie, Amélie Mauresmo 6-4, 6-1, arribant així a la primera semifinal del US Open en la seva carrera. Després d'aquest triomf Mary va comentar: "Tinc 30 anys, i n'he estat 17 en el tour, i encara hi ha 'primeres vegades' per mi. Això és sorprenent". No obstant arribar a la final, no va poder coronar-se campiona, ja que Kim Clijsters li va propinar un irremuntable 6-3, 6-1. Abans d'acabar la temporada va aconseguir accedir a la final torneig de Moscou, tercera final assolida del 2005.
En guanyar a Moscou es va assegurar una plaça pels WTA Championships, que es va dur a terme a Los Angeles, en el qual les vuit millors jugadores de l'any competeixen en un inusual format per emportar-se el premi a la millor de les millors: Un milió de dòlars americans. En un format de round-robin, en el seu grup va obtenir tres victòries, contra Clijsters en tres sets; Mauresmo en tres sets; i Ielena Deméntieva en sets seguits. En la semifinal va derrotar a la millor del rànquing, Lindsay Davenport en un intens joc de dos sets, que van ser decidits en sengles tie-breaks 7-6(5), 7-6(6). Tanmateix, va perdre la final davant Mauresmo.
El reeixit 2005 de Pierce li va permetre acabar en el número 5 en el rànquing WTA, coincidint amb el seu millor rànquing històric en els anys 1994, 1995, i 1999, quedant a menys de 200 punts de la número 4 Maria Xaràpova i a menys de 300 punts de Mauresmo, la número 3. Un començament reeixit el 2006 li permetria a Pierce escalar més llocs en el rànquing.

## Palmarès

### Individual: 41 (18−23)
| Llegenda                     |
| ---------------------------- |
| Grand Slam (2−4)             |
| WTA Tour Championships (0−2) |
| Tier I (5−4)                 |
| Tier II (5−11)               |
| Tier III (2−1)               |
| Tier IV (3−1)                |
| Tier V (1−0)                 |

| Títols per superfície |
| --------------------- |
| Dura (5−7)            |
| Gespa (1−0)           |
| Terra batuda (6−9)    |
| Moqueta (6−7)         |

| Resultat   | Núm. | Data                   | Torneig                                           | Superfície   | Oponent                 | Marcador           |
| ---------- | ---- | ---------------------- | ------------------------------------------------- | ------------ | ----------------------- | ------------------ |
| Guanyadora | 1.   | 8 de juliol de 1991    | Palerm, Itàlia                                    | Terra batuda | Sandra Cecchini         | 6−0, 6−3           |
| Guanyadora | 2.   | 17 de febrer de 1992   | Cesena, Itàlia                                    | Moqueta (i)  | Catherine Tanvier       | 6−1, 6−1           |
| Guanyadora | 3.   | 6 de juliol de 1992    | Palerm (2)                                        | Terra batuda | Brenda Schultz          | 6−1, 6−7(3), 6−1   |
| Guanyadora | 4.   | 26 d'octubre de 1992   | San Juan, Puerto Rico                             | Dura         | Gigi Fernández          | 6−1, 7−5           |
| Finalista  | 1.   | 5 de juliol de 1993    | Palerm                                            | Terra batuda | Radka Bobková           | 3−6, 2−6           |
| Guanyadora | 5.   | 11 d'octubre de 1993   | Filderstadt, Alemanya                             | Dura (i)     | Nataixa Zvéreva         | 6−3, 6−3           |
| Finalista  | 2.   | 21 de març de 1994     | Houston, Estats Units                             | Terra batuda | Sabine Hack             | 5−7, 4−6           |
| Finalista  | 3.   | 23 de maig de 1994     | Roland Garros, França                             | Terra batuda | Arantxa Sánchez Vicario | 4−6, 4−6           |
| Finalista  | 4.   | 26 de setembre de 1994 | Leipzig, Alemanya                                 | Moqueta      | Jana Novotná            | 5−7, 1−6           |
| Finalista  | 5.   | 10 d'octubre de 1994   | Filderstadt                                       | Dura (i)     | Anke Huber              | 4−6, 2−6           |
| Finalista  | 6.   | 7 de novembre de 1994  | Filadèlfia, Estats Units                          | Moqueta (i)  | Anke Huber              | 0−6, 7−6(4), 5−7   |
| Guanyadora | 6.   | 13 de febrer de 1995   | Open d'Austràlia, Austràlia                       | Dura         | Arantxa Sánchez Vicario | 6−3, 6−2           |
| Finalista  | 7.   | 13 de febrer de 1995   | París, França                                     | Moqueta (i)  | Steffi Graf             | 2−6, 2−6           |
| Guanyadora | 7.   | 18 de setembre de 1995 | Tòquio, Japó                                      | Dura         | Arantxa Sánchez Vicario | 6−3, 6−3           |
| Finalista  | 8.   | 2 d'octubre de 1995    | Zuric, Suïssa                                     | Moqueta (i)  | Iva Majoli              | 4−6, 4−6           |
| Finalista  | 9.   | 8 d'abril de 1996      | Amelia Island, Estats Units                       | Terra batuda | Irina Spîrlea           | 7−6(7), 4−6, 3−6   |
| Finalista  | 10.  | 13 de gener de 1997    | Open d'Austràlia                                  | Dura         | Martina Hingis          | 2−6, 2−6           |
| Finalista  | 11.  | 7 d'abril de 1997      | Amelia Island (2)                                 | Terra batuda | Lindsay Davenport       | 2−6, 3−6           |
| Guanyadora | 8.   | 5 de maig de 1997      | Roma, Itàlia                                      | Terra batuda | Conchita Martínez       | 6−4, 6−0           |
| Finalista  | 12.  | 12 de maig de 1997     | Berlín, Alemanya                                  | Terra batuda | Mary Joe Fernández      | 4−6, 2−6           |
| Finalista  | 13.  | 17 de novembre de 1997 | Chase Championships, Nova York, Estats Units      | Moqueta (i)  | Jana Novotná            | 6−7(4), 2−6, 3−6   |
| Guanyadora | 9.   | 9 de febrer de 1998    | París                                             | Moqueta (i)  | Dominique Van Roost     | 6−3, 7−5           |
| Guanyadora | 10.  | 6 d'abril de 1998      | Amelia Island                                     | Terra batuda | Conchita Martínez       | 6−7(8), 6−0, 6−2   |
| Finalista  | 14.  | 3 d'agost de 1998      | San Diego, Estats Units                           | Dura         | Lindsay Davenport       | 3−6, 1−6           |
| Guanyadora | 11.  | 19 d'octubre de 1998   | Moscou, Rússia                                    | Moqueta (i)  | Monica Seles            | 7−6(2), 6−3        |
| Guanyadora | 12.  | 26 d'octubre de 1998   | Luxemburg, Luxemburg                              | Moqueta (i)  | Silvia Farina           | 6−0, 2−0, retirada |
| Finalista  | 15.  | 4 de gener de 1999     | Gold Coast, Austràlia                             | Dura         | Patty Schnyder          | 6−4, 6−7(5), 2−6   |
| Finalista  | 16.  | 26 d'abril de 1999     | Hamburg, Alemanya                                 | Terra batuda | Venus Williams          | 0−6, 3−6           |
| Finalista  | 17.  | 4 de maig de 1999      | Roma                                              | Terra batuda | Venus Williams          | 4−6, 2−6           |
| Finalista  | 18.  | 4 d'octubre de 1999    | Filderstadt (2)                                   | Dura (i)     | Martina Hingis          | 4−6, 1−6           |
| Guanyadora | 13.  | 25 d'octubre de 1999   | Linz, Àustria                                     | Moqueta (i)  | Sandrine Testud         | 7−6(2), 6−1        |
| Guanyadora | 14.  | 17 d'abril de 2000     | Hilton Head, Estats Units                         | Terra batuda | Arantxa Sánchez Vicario | 6−1, 6−0           |
| Guanyadora | 15.  | 29 de maig de 2000     | Roland Garros                                     | Terra batuda | Conchita Martínez       | 6−2, 7−5           |
| Finalista  | 19.  | 9 de febrer de 2004    | París (2)                                         | Moqueta (i)  | Kim Clijsters           | 2−6, 1−6           |
| Guanyadora | 16.  | 14 de juny de 2004     | 's-Hertogenbosch, Països Baixos                   | Gespa        | Klara Koukalová         | 7−6(6), 6−2        |
| Finalista  | 20.  | 23 de maig de 2005     | Roland Garros (2)                                 | Terra batuda | Justine Henin-Hardenne  | 1−6, 1−6           |
| Guanyadora | 17.  | 7 d'agost de 2005      | San Diego                                         | Dura         | Ai Sugiyama             | 6−0, 6−3           |
| Finalista  | 21.  | 29 d'agost de 2005     | US Open, Estats Units                             | Dura         | Kim Clijsters           | 3−6, 1−6           |
| Guanyadora | 18.  | 10 d'octubre de 2005   | Moscou (2)                                        | Moqueta (i)  | Francesca Schiavone     | 6−4, 6−3           |
| Finalista  | 22.  | 7 de novembre de 2005  | WTA Tour Championships, Los Angeles, Estats Units | Dura (i)     | Amélie Mauresmo         | 7−5, 6−7(3), 4−6   |
| Finalista  | 23.  | 6 de febrer de 2006    | París (3)                                         | Moqueta (i)  | Amélie Mauresmo         | 1−6, 6−7(2)        |

### Dobles femenins: 16 (10−6)
| Llegenda                     |
| ---------------------------- |
| Grand Slam (1−1)             |
| WTA Tour Championships (0−0) |
| Tier I (3−0)                 |
| Tier II (5−3)                |
| Tier III (0−1)               |
| Tier IV (1−0)                |
| Tier V (0−1)                 |

| Títols per superfície |
| --------------------- |
| Dura (3−2)            |
| Gespa (0−1)           |
| Terra batuda (4−1)    |
| Moqueta (3−2)         |

| Resultat   | Núm. | Data                   | Torneig                         | Superfície   | Parella           | Oponents                             | Marcador            |
| ---------- | ---- | ---------------------- | ------------------------------- | ------------ | ----------------- | ------------------------------------ | ------------------- |
| Finalistaa | 1.   | 26 de novembre de 1990 | São Paulo, Brasil               | Terra batuda | Luanne Spadea     | Bettina Fulco Eva Švíglerová         | 5−7, 4−6            |
| Guanyadora | 1.   | 8 de juliol de 1991    | Palerm, Itàlia                  | Terra batuda | Petra Langrová    | Laura Garrone Mercedes Paz           | 6−3, 6−7(5), 6−3    |
| Finalista  | 2.   | 11 de novembre de 1992 | Filadèlfia, Estats Units        | Moqueta (i)  | Conchita Martínez | Gigi Fernández Nataixa Zvéreva       | 1−6, 3−6            |
| Finalista  | 3.   | 14 de febrer de 1994   | París, França                   | Moqueta (i)  | Andrea Temesvári  | Sabine Appelmans Laurence Courtois   | 4−6, 4−6            |
| Guanyadora | 2.   | 16 de setembre de 1996 | Tòquio, Japó                    | Dura         | Amanda Coetzer    | Park Sung-hee Wang Shi-ting          | 6−1, 7−6(5)         |
| Guanyadora | 3.   | 28 d'abril de 1997     | Hamburg, Alemanya               | Terra batuda | Anke Huber        | Ruxandra Dragomir Iva Majoli         | 2−6, 7−6(1), 6−2    |
| Guanyadora | 4.   | 6 d'abril de 1998      | Amelia Island, Estats Units     | Terra batuda | Sandra Cacic      | Barbara Schett Patty Schnyder        | 7−6(5), 4−6, 7−6(5) |
| Guanyadora | 5.   | 19 d'octubre de 1998   | Moscou, Rússia                  | Moqueta (i)  | Nataixa Zvéreva   | Lisa Raymond Rennae Stubbs           | 6−3, 6−4            |
| Guanyadora | 6.   | 16 d'agost de 1999     | Toronto, Canadà                 | Dura         | Jana Novotná      | Larisa Neiland A. Sánchez Vicario    | 6−3, 2−6, 6−3       |
| Guanyadora | 7.   | 1 de novembre de 1999  | Leipzig, Alemanya               | Moqueta (i)  | Larisa Neiland    | Elena Likhovtseva Ai Sugiyama        | 6−4, 6−3            |
| Finalista  | 4.   | 10 de gener de 2000    | Sydney, Austràlia               | Dura         | Martina Hingis    | Julie Halard-Decugis Ai Sugiyama     | 0−6, 3−6            |
| Finalista  | 5.   | 17 de gener de 2000    | Open d'Austràlia, Austràlia     | Dura         | Martina Hingis    | Lisa Raymond Rennae Stubbs           | 4−6, 7−5, 4−6       |
| Guanyadora | 8.   | 31 de gener de 2000    | Tòquio                          | Moqueta (i)  | Martina Hingis    | Alexandra Fusai Nathalie Tauziat     | 6−4, 6−1            |
| Guanyadora | 9.   | 29 de maig de 2000     | Roland Garros, França           | Terra batuda | Martina Hingis    | V. Ruano Pascual Paola Suárez        | 6−2, 6−4            |
| Finalista  | 6.   | 16 de gener de 2003    | 's-Hertogenbosch, Països Baixos | Gespa        | Nàdia Petrova     | Ielena Deméntieva L. Krasnoroutskaya | 6−2, 3−6, 4−6       |
| Guanyadora | 10.  | 4 d'agost de 2003      | Los Angeles, Estats Units       | Dura         | Rennae Stubbs     | Elena Bovina Els Callens             | 6−3, 6−3            |

### Dobles mixts: 1 (1−0)
| Resultat   | Núm. | Data               | Torneig               | Superfície | Parella         | Oponents                       | Marcador |
| ---------- | ---- | ------------------ | --------------------- | ---------- | --------------- | ------------------------------ | -------- |
| Guanyadora | 1.   | 20 de juny de 2005 | Wimbledon, Regne Unit | Gespa      | Mahesh Bhupathi | Tatiana Perebiynis Paul Hanley | 6−4, 6−2 |

### Equips: 4 (2−2)
| Resultat   | Núm. | Data                      | Torneig                                         | Superfície   | Equips                                           | Oponents                                                                 | Marcador |
| ---------- | ---- | ------------------------- | ----------------------------------------------- | ------------ | ------------------------------------------------ | ------------------------------------------------------------------------ | -------- |
| Guanyadora | 1.   | 3−4 d'octubre de 1997     | Copa Federació, 's-Hertogenbosch, Països Baixos | Moqueta (i)  | Alexandra Fusai Nathalie Tauziat Sandrine Testud | Manon Bollegraf Miriam Oremans B. Schultz-McCarthy Caroline Vis          | 4−1      |
| Finalista  | 1.   | 4 de gener de 1998        | Copa Hopman, Perth, Austràlia                   | Dura (i)     | Cédric Pioline                                   | Karina Habšudová Karol Kučera                                            | 1−2      |
| Guanyadora | 2.   | 22−23 de novembre de 2003 | Copa Federació, Moscou, Rússia (2)              | Moqueta (i)  | S. Cohen-Aloro Émilie Loit Amélie Mauresmo       | Martina Navrátilová Lisa Raymond Meghann Shaughnessy Alexandra Stevenson | 4−1      |
| Finalista  | 2.   | 17−18 de setembre de 2005 | Copa Federació, París, França                   | Terra batuda | Nathalie Dechy Tatiana Golovin Amélie Mauresmo   | Ielena Deméntieva Vera Dushevina Anastassia Mískina Dinara Safina        | 2−3      |

## Trajectòria

### Individual
| Open d'Austràlia | A           | A           | A           | A  | QF          | 4R          | G           | 2R | F           | QF          | QF          | 4R | 3R          | 1R          | 2R          | A  | 1R | 2R | 1 / 13 | 36 – 12 |
| Roland Garros | A           | 2R          | 3R          | 4R | 4R          | F           | 4R          | 3R | 4R          | 2R          | 2R          | G  | A           | QF          | 1R          | 3R | F  | A  | 1 / 15 | 44 – 14 |
| Wimbledon | A           | A           | A           | A  | A           | A           | 2R          | QF | 4R          | 1R          | 4R          | 2R | A           | 3R          | 4R          | 1R | QF | A  | 0 / 10 | 21 – 10 |
| US Open | A           | Q3          | 3R          | 4R | 4R          | QF          | 3R          | A  | 4R          | 4R          | QF          | 4R | A           | 1R          | 4R          | 4R | F  | 3R | 0 / 14 | 41 – 14 |
| Jocs Olímpics | No celebrat | No celebrat | No celebrat | 2R | No celebrat | No celebrat | No celebrat | 2R | No celebrat | No celebrat | No celebrat | A  | No celebrat | No celebrat | No celebrat | QF | NC | NC | 0 / 3  | 3 – 3   |
| WTA Championships | A           | A           | A           | A  | SF          | SF          | 1R          | A  | F           | QF          | QF          | A  | A           | A           | A           | A  | F  | A  | 0 / 7  | 13 – 7  |
| Rànquing a final d'any | 243         | 107         | 26          | 13 | 12          | 5           | 5           | 20 | 7           | 7           | 5           | 7  | 130         | 52          | 33          | 29 | 5  | 79 |        |         |
| Llegenda: G: Guanyadora; F: Finalista; SF: Semifinalista; QF: Quarts de final; Q: Qualificació; A: Absent; RR: Round Robin; |             |             |             |    |             |             |             |    |             |             |             |    |             |             |             |    |    |    |        |         |

### Dobles femenins
| Torneig | 1990 | 1991 | 1992 | 1993        | 1994        | 1995        | 1996 | 1997        | 1998        | 1999        | 2000 | 2001        | 2002        | 2003        | 2004 | 2005 | Títols | V − D  |
| --- | ---- | ---- | ---- | ----------- | ----------- | ----------- | ---- | ----------- | ----------- | ----------- | ---- | ----------- | ----------- | ----------- | ---- | ---- | ------ | ------ |
| Open d'Austràlia | A    | A    | A    | 1R          | A           | A           | A    | 1R          | A           | 1R          | F    | 3R          | A           | QF          | A    | A    | 0 / 6  | 10 – 6 |
| Roland Garros | A    | QF   | QF   | 1R          | A           | A           | A    | 2R          | 1R          | SF          | G    | A           | A           | A           | A    | 2R   | 1 / 8  | 17 – 7 |
| Wimbledon | A    | A    | A    | A           | A           | A           | A    | 1R          | 1R          | A           | 2R   | A           | 3R          | A           | 3R   | A    | 0 / 5  | 5 – 5  |
| US Open | 2R   | 1R   | 1R   | A           | A           | A           | A    | 2R          | 1R          | SF          | 3R   | A           | A           | 3R          | A    | A    | 0 / 8  | 11 – 8 |
| Jocs Olímpics | NC   | NC   | A    | No celebrat | No celebrat | No celebrat | 2R   | No celebrat | No celebrat | No celebrat | A    | No celebrat | No celebrat | No celebrat | 2R   | NC   | 0 / 2  | 2 – 2  |
| Rànquing a final d'any | 75   | 49   | 40   | 117         | 35          | 103         | –    | 55          | 56          | 20          | 9    | 137         | 222         | 30          | 86   | 119  |        |        |
| Llegenda: G: Guanyadora; F: Finalista; SF: Semifinalista; QF: Quarts de final; Q: Qualificació; A: Absent; RR: Round Robin; |      |      |      |             |             |             |      |             |             |             |      |             |             |             |      |      |        |        |

### Dobles mixts
| Torneig | 1990 | 1991 | 1992 | 1993 | 1994 | 1995 | 1996 | 1997 | 1998 | 1999 | 2000 | 2001 | 2002 | 2003 | 2004 | 2005 | Títols | V − D  |
| --- | ---- | ---- | ---- | ---- | ---- | ---- | ---- | ---- | ---- | ---- | ---- | ---- | ---- | ---- | ---- | ---- | ------ | ------ |
| Open d'Austràlia | A    | A    | A    | 1R   | A    | A    | A    | A    | A    | A    | A    | A    | A    | A    | A    | A    | 0 / 1  | 0 – 1  |
| Roland Garros | QF   | 3R   | QF   | 1R   | 2R   | 1R   | A    | A    | A    | A    | A    | A    | A    | A    | A    | A    | 0 / 6  | 9 – 6  |
| Wimbledon | A    | A    | A    | A    | A    | A    | 3R   | A    | A    | 2R   | A    | A    | A    | A    | A    | G    | 0 / 3  | 9 – 3  |
| US Open | A    | 1R   | A    | A    | QF   | SF   | A    | A    | A    | QF   | A    | A    | A    | A    | A    | A    | 0 / 4  | 10 – 4 |
| Llegenda: G: Guanyadora; F: Finalista; SF: Semifinalista; QF: Quarts de final; Q: Qualificació; A: Absent; RR: Round Robin; |      |      |      |      |      |      |      |      |      |      |      |      |      |      |      |      |        |        |